# Neuseeländische Badmintonmeisterschaft 2024
Die Neuseeländische Badmintonmeisterschaft 2024 fand vom 26. bis zum 28. Juli 2024 in Auckland statt.

## Medaillengewinner
| Disziplin    | Gold                    | Silber                        | Bronze                         |
| ------------ | ----------------------- | ----------------------------- | ------------------------------ |
| Herreneinzel | Edward Lau              | Tony Yu                       | Ricky Cheng                    |
| Herreneinzel | Edward Lau              | Tony Yu                       | Alex Galt                      |
| Dameneinzel  | Shaunna Li              | Yanxi Liu                     | Josephine Zhao                 |
| Dameneinzel  | Shaunna Li              | Yanxi Liu                     | Sherry Lin                     |
| Herrendoppel | Vincent Tao Dacmen Vong | Ryan Tong Jack Wang           | Raphael Chris Deloy Markis Tew |
| Herrendoppel | Vincent Tao Dacmen Vong | Ryan Tong Jack Wang           | Adam Jeffrey Dylan Soedjasa    |
| Damendoppel  | Shaunna Li Alyssa Tagle | Berry Ng Amanda Ting          | Yanxi Liu Natalie Ting         |
| Damendoppel  | Shaunna Li Alyssa Tagle | Berry Ng Amanda Ting          | Cici Guo Sherry Lin            |
| Mixed        | Edward Lau Shaunna Li   | Adam Jeffrey Justine Villegas | Vincent Tao Alyssa Tagle       |
| Mixed        | Edward Lau Shaunna Li   | Adam Jeffrey Justine Villegas | Dacmen Vong Angelina Ung       |